# 亨德里克·提拉努斯
亨德里克·威廉·提拉努斯（Hendrik Willem Tilanus，1884年10月5日—1966年2月16日）是一位荷兰政治人物，他原本是一名职业军官，後來在1939至1962年间擔任基督教历史联盟領導人。